# Nadzieja (chrześcijaństwo)

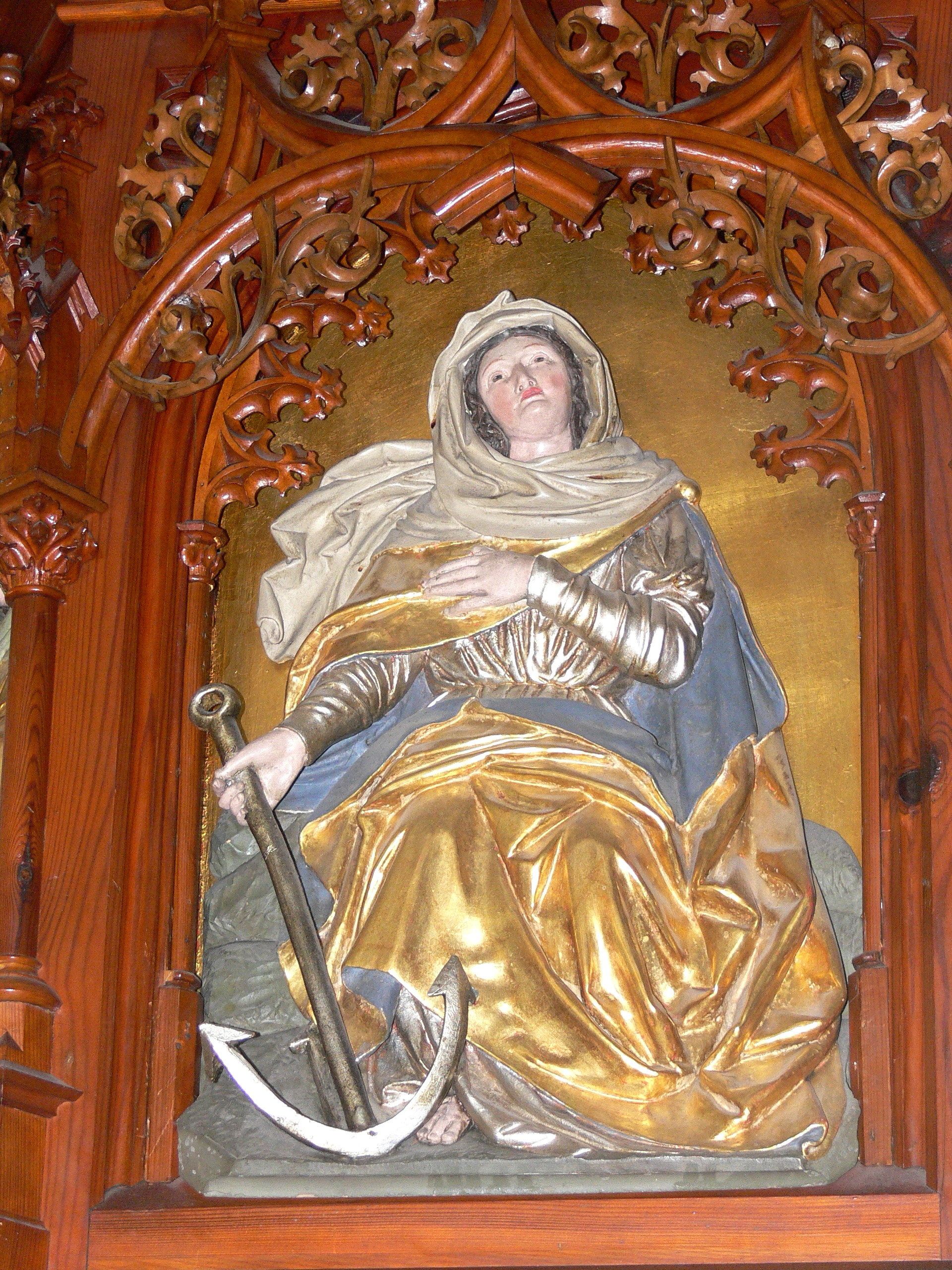
Kobieta z kotwicą: alegoria nadziei nawiązująca do fragmentu Listu do Hebrajczyków 6,19-20: „Trzymajmy się nadziei jako bezpiecznej i silnej kotwicy duszy, która przenika poza zasłonę, gdzie Jezus jako poprzednik wszedł za nas...” (Kościół św. Mikołaja, Haslach an der Mühl, Austria). Kotwica jako symbol nadziei weszła do ikonografii chrześcijańskiej już w II w.

Nadzieja chrześcijańska (łac. spes, ; gr. ελπίς) – postawa duchowa chrześcijanina, który oczekuje spełnienia się obietnic zawartych w słowie Bożym. Zasadniczym jej przedmiotem jest odnowienie w Chrystusie zmartwychwstałym zarówno rodzaju ludzkiego, jak i całego wszechświata: przemiana i uzdrowienie świata poddanego niewoli zepsucia i marności oraz ostateczne wybawienie ludzkości z grzechu, cierpienia i śmierci poprzez zmartwychwstanie i usynowienie w Chrystusie (por. Rz 8, 24-25).

## Pismo Święte
Pismo Święte, zarówno Stary, jak i Nowy Testament, mówi o nadziei jako o duchowej cnocie, która powstaje w sercu ludzkim pod wpływem działania słowa Bożego. Gdy Bóg przemawia do pojednynczego człowieka lub do zgromadzenia, w odpowiedzi w człowieku rodzi się nadzieja spełnienia tego o czym Bóg mówi (por. Ps 119 [118],42.74.81; Ps 130,5). Rodzi się również wiara w to, o czym mówi (co objawia) oraz miłość, jako wcielenie w życie słowa Bożego, będącego regułą życia. Nadzieja jako odpowiedź na słowo Boże jest cnotą, którą człowiek otrzymuje od Ducha Świętego, wprowadzającą go w życie Boże, tradycyjnie zwane „życiem teologalnym” (dawniej „teologicznym”). Odwrotnie, ci którzy nie przyjmują słowa Bożego, gdyż jest zbyt „twarde” (por. J, 6,60) lub nie są w stanie go słuchać (J 8,43), będą sądzeni przez to słowo w dniu ostatecznym (J 12,48).
Podstawową treścią nadziei chrześcijanina, o której mówią pisma nowotestamentalne, przede wszystkim Listy oraz Dzieje Apostolskie, jest osiągnięcie chwały Bożej (por. Rz 5, 2). Nadzieja ma więc charakter eschatologiczny, dotyczący nadejścia Królestwa Bożego. Konkretnie chrześcijanie mają nadzieję na:
- zmartwychwstanie ciała (Rz 8,18-23; 1 Tes 4,13nn; por. Dz 2,26; 23,6; 24,15; 26,6-8)
- niezmierne dziedzictwo świętych (Ef 1,18;por. 1 P 1,3nn)
- życie wieczne (Tt 1,2; por. 1 Kor 15,19)
- chwałę (Rz 5,2)

Wszystkie te wymienione rzeczywistości sprowadzają się do jednego, w nadziei chrześcijańskiej chodzi o zbawienie siebie i bliźnich.

## Teologia patrystyczna
Według papieża Benedykta XVI jednym z najważniejszych dzieł patrystycznych o nadziei chrześcijańskiej jest traktat Augustyna z Hippony Państwo Boże. Ukazuje on sens i rolę Kościoła w jego wymiarze ziemskim w stosunku do instytucji społeczeństwa świeckiego. Podstawowym kryterium właściwego zaangażowania Kościoła w sprawy doczesne jest właśnie nadzieja. Chrześcijanie oczekują, że historia tego świata, którą kieruje Opatrzność, spełni się w Królestwie Bożym poprzez to, że zwycięży w świecie postawa miłości nieegoistycznej:

Ta księga jest źródłem, na podstawie którego można właściwie określić prawdziwą świeckość i kompetencję Kościoła, wielką prawdziwą nadzieję, jaką nam daje wiara. Ta wielka księga ukazuje dzieje ludzkości, kierowanej przez Bożą Opatrzność, a podzielonej obecnie przez dwie miłości. I to jest zasadniczy obraz Augustyna, jego interpretacja historii, która jest walką między dwiema miłościami: miłością własną, «aż po obojętność na Boga», i miłością Boga, «aż po obojętność na samego siebie» (De civitate Dei, XIV, 28), aż po pełną wolność od siebie, dla innych, w świetle Bożym.

## Teologia średniowieczna
Według Tomasza z Akwinu bezpośrednim przedmiotem, ku któremu zwracają chrześcijanina cnoty teologiczne jest cel ostateczny życia, czyli Królestwo Boże. Cnota nadziei wprowadza ów cel, jako oczekiwany w nadziei, w wolę człowieka. Podobnie i miłość sprawia, że wola człowieka kocha królestwo Boże, o tyle o ile jest już obecne. Wiara zaś sprawia, że człowiek poznaje je swym intelektem.

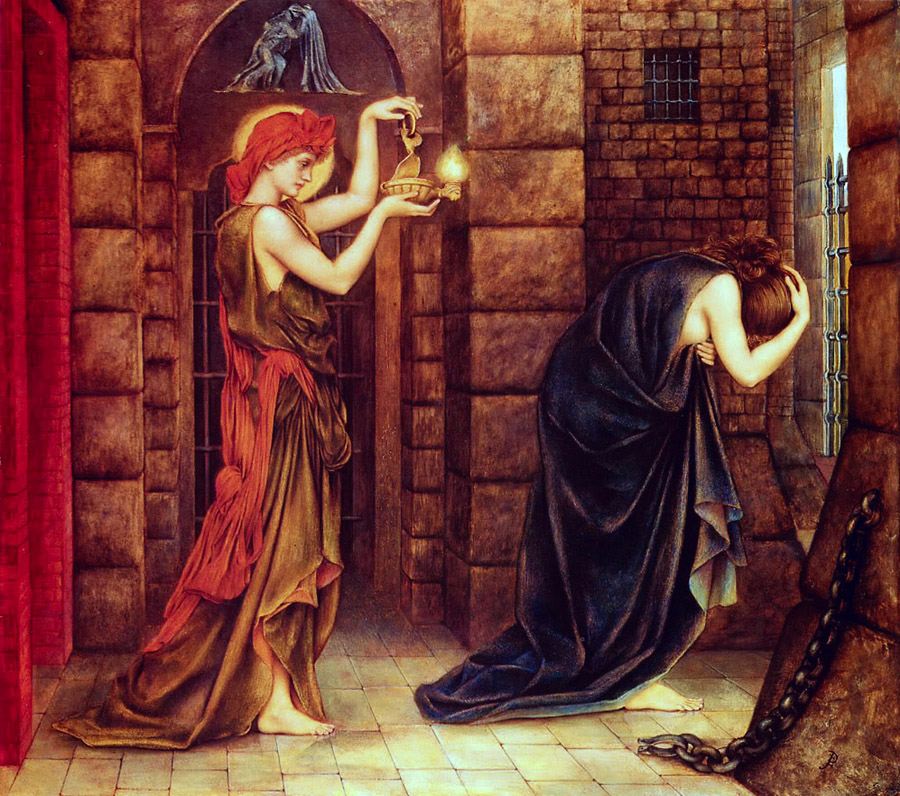
Alegoria nadziei: obraz Evelyn de Morgan „Nadzieja w więzieniu rozpaczy”

## Teologia XX w.
W teologii katolickiej nadzieja jest jedną z trzech cnót teologicznych, jest więc cnotą wlaną, czyli owocem przyjęcia daru łaski Boga. Jej istotą jest postawa wierzącego, który oczekuje z zaufaniem na objawienie się w jego życiu Bożej dobroci i pomocy. Istotnym elementem chrześcijańskiej nadziei jest ufność, że po trudach doczesności, Bóg pozwoli w wieczności kosztować wierzącemu szczęścia królestwa niebieskiego. W tradycyjnym katolickim nauczaniu jest nadzieja także lękiem przed obrażeniem Bożej miłości oraz przed nadchodzącą karą w czasie Sądu Ostatecznego. Papież Benedykt XVI poświęcił cnocie nadziei encyklikę „Spe salvi”.
Protestancki teolog Jürgen Moltmann stworzył pojęcie „teologia nadziei”, której postulatem jest uczynienie tej cnoty głównym motywem chrześcijańskiej etyki i duchowości.
Grzechem przeciwko nadziei jest zarówno rozpacz, jak i zuchwała wiara, czyli przekonanie o spełnieniu się obietnicy Bożej zawartej w słowie Bozym, bez posłuszeńśtwa temu słowu poprzez wiarę i miłość.

### W ujęciu Jana Pawła II
Według nauczania Jana Pawła II w katechezach „Mężczyzną i niewiastą stworzył ich”, nadzieja łączy się ściśle z tajemnicą odkupienia ludzkiego ciała, które jest jej przedmiotem, zgodnie z Listem do Rzymian 8,23-24:

Lecz nie tylko ono, ale i my sami, którzy już posiadamy pierwsze dary Ducha, i my również całą istotą swoją wzdychamy, oczekując odkupienia naszego ciała. W nadziei bowiem już jesteśmy zbawieni. Nadzieja zaś, której [spełnienie już się] ogląda, nie jest nadzieją, bo jak można się jeszcze spodziewać tego, co się już ogląda?

Nadzieja towarzyszy człowiekowi od zarania dziejów. Po grzechu pierwszego Adama, który miał wymiar nie tylko wewnętrzny, ale i „kosmiczny”, tzn. mający skutek we wszechświecie, nadzieja została zaszczepiona w serce człowieka: zło w człowieku i w świecie zostanie przezwyciężone (por. Rdz 3,15). Obietnica dana Adamowi i Ewie została już spełniona: odkupienie ciała już się dokonało w Chrystusie – ostatnim Adamie. Poprzez Jego śmierć i zmartwychwstanie została potwierdzona ta nadzieja, w której „już jesteśmy zbawieni”.
Można mówić o nadziei w wymiarze eschatologicznym, która wyraża się w zmartwychwstaniu – zwycięstwie nad śmiercią oraz o nadziei „dnia powszedniego”.
Nadzieję eschatologiczną noszą w sobie rodzice w czasie małżeńskiego zjednoczenia, pragnąc, by ich poczęte i zrodzone dziecko zostało odrodzone przez chrzest, otwarło się na „pierwsze dary Ducha”, stając się „dzieckiem Bożym”. To zaś, zgodnie ze słowami św. Pawła, niesie również szczególną nadzieję dla świata. Świat bowiem został przeklęty z powodu ludzkiego grzechu (por.Rdz 3,17), a teraz z upragnieniem oczekuje „objawienia się synów Bożych”, gdyż będzie przy zmartwychwstaniu uczestniczyć „w wolności i chwale dzieci Bożych” (Rz 8,21). „Odkupienie ciała – nauczał Jan Paweł II – jest więc odkupieniem świata: ma wymiar kosmiczny”.
Jest też nadzieja „dnia powszedniego” – z tajemnicy odkupienia ciała czerpie człowiek siłę do przezwyciężania zła dobrem (por. Rz 12,21) w trudach życia i w jego „zwyczajności” oraz na miarę zobowiązań wynikających z powołania bądź to do małżeństwa, bądź to do bezżenności. Jest to nadzieja zwycięstwa nad grzechem. „W nadziei bowiem już jesteśmy zbawieni” Rz 8,24